# Peter van Os van Breda
Peter van Os van Breda of Petrus Ossensis (overleden Zwolle, 1510) wordt door zijn boekverzorging gezien als een van de belangrijkste Nederlandse boekdrukkers van zijn tijd.

## Biografie
Peter van Os van Breda was gevestigd in Zwolle, waar hij een drukkerij had. Gezien de overeenkomsten tussen de huismerken is men tot de conclusie gekomen dat deze drukkerij waarschijnlijk als dochteronderneming van Gheraert Leeu is opgericht. Huismerken waren in die tijd persoonlijke merken en werden erfelijk doorgegeven. Van Os heeft tussen 1480 en 1510 meer dan 160 titels gedrukt, wat Zwolle de zesde boekenstad van de Lage Landen maakte. Hij zou tijdens zijn loopbaan enige contact met Peregrinus van Barmentlo moeten hebben gehad, aangezien de blokken van Van Os in 1487 bij de laatstgenoemde zijn terechtgekomen. De zoon en opvolger van Van Os, Tymen, verkocht de drukkerij in 1516 aan het Fraterhuis.
De oudste Vocabularius Ex Quo binnen ons taalgebied dateert van 21 december 1479 en werd door Van Os gedrukt. Van deze Nederlandse uitgave is maar één exemplaar bekend.

## Enkele werken
- S. Bonventurae Sermones (1479)
- Vocabularius Ex Quo (1479)
- S. Bonventurae Centiloquium (1479)
- Modus confitende (1479)
- Bradshaw, H., Jenkinson, F., Theod. de Hercksen Speculum juvenum (1479)
- Seneca, Lucius Annaeus. Epistolae ad Lucilium (1480)
- Sallustius Crispus, Gaius. De conjuratione Catilinae (1485)
- Epistolea et evangelia (1486, 1491, 1493)
- Epistolera et evangeliare per totum annum, tam de tempore quam de sanctis (1486)
- Seneca, Lucius Annaeus. De moribus. De quattuor virtutibus, sive de formula honestae vitae (1486)
- Dit sijn die duytsche epistelen ende evangelijen mitten figuren (1487)
- Biblia Pauperum (1487)
- Evangelien ende epistelen in duytsche vanden gehelen jaer mitten sermonen (1488)
- Seneca, Lucius Annaeus. De moribus. De quattuor virtutibus cardinalibus, sive de formula honestae vitae (1490)
- Epistolae ad Romanos, Ad Chorinthios (1493)
- Hier beghinnen alle die epistelen ende evangelien mitten sermonen (1493)
- Sallustius Crispus, Gaius. De conjuratione Catilinae (1493, 1497)
- Sallustius Crispus, Gaius. De bello Jugurthino (1493)
- Seneca, Lucius Annaeus. De moribus. De quattuor virtutibus cardinalibus (1493)
- Canticum Canticorum (1494)
- Remigius. Regula: Dominus quae pars (1497)
- Computi novata. Computi elucidatio (1502)
- Computi novata. Computi novata brevisque elucidatio (1502)
- Remigius. Dominus quae pars (1504)
- Sallustius Crispus, Gaius. Bekkyn Catukubaryn, Catalinae conjuratioe (1507
- Seneca, Lucius Annaeus. Hominum mores et quattuor virtutes cardinales (1510)[7][8][9]